# Episodi di The Larry Sanders Show (seconda stagione)
La seconda stagione della serie televisiva The Larry Sanders Show è stata trasmessa in anteprima negli Stati Uniti d'America dalla HBO tra il 2 giugno 1993 e il 29 settembre 1993.
| nº | Titolo originale       | Titolo italiano | Prima TV USA      | Prima TV Italia |
| -- | ---------------------- | --------------- | ----------------- | --------------- |
| 1  | The Breakdown (Part 1) |                 | 2 giugno 1993     |                 |
| 2  | The Breakdown (Part 2) |                 | 2 giugno 1993     |                 |
| 3  | The List               |                 | 9 giugno 1993     |                 |
| 4  | The Stalker            |                 | 16 giugno 1993    |                 |
| 5  | Larry's Agent          |                 | 23 giugno 1993    |                 |
| 6  | The Hankerciser 200    |                 | 30 giugno 1993    |                 |
| 7  | Life Behind Larry      |                 | 7 luglio 1993     |                 |
| 8  | Artie's Gone           |                 | 14 luglio 1993    |                 |
| 9  | Larry Loses Interest   |                 | 21 luglio 1993    |                 |
| 10 | Larry's Partner        |                 | 28 luglio 1993    |                 |
| 11 | Broadcast Nudes        |                 | 4 agosto 1993     |                 |
| 12 | Larry's Birthday       |                 | 11 agosto 1993    |                 |
| 13 | Being There            |                 | 18 agosto 1993    |                 |
| 14 | Performance Artist     |                 | 25 agosto 1993    |                 |
| 15 | Hank's Wedding         |                 | 8 settembre 1993  |                 |
| 16 | Off Camera             |                 | 15 settembre 1993 |                 |
| 17 | The Grand Opening      |                 | 22 settembre 1993 |                 |
| 18 | NY or LA?              |                 | 29 settembre 1993 |                 |